# Arzt spital pflege
arzt spital pflege, neu a s p,  ist ein Schweizer Fachmagazin für das Gesundheitswesen und wird seit 1983 vom gleichnamigen Verlag in der Schweiz herausgegeben. Mit einer Auflage von 6800 Exemplaren erscheint die Zeitschrift alle zwei Monate und spricht vor allem  Akteure im Gesundheitswesen an.

## Geschichte
Das Fachmagazin wurde von Giovanni L. Viecelli im Jahre 1983 gegründet und hiess ursprünglich Spitäler, Alters und Pflegeheime. Am 23. September 1998 übernahm Remo Cottiati und Partner den Verlagstitel. Die erste Ausgabe in neuer Gestaltung unter dem Namen klinik und heim erschien Anfang 2003. Der Partner schied nach fünf Jahren aus. klinik und heim feierte 2013 den 30. Jahrgang und gab sich gleichzeitig mit dem neuen Namen arzt spital pflege einen neuen Brand, einen neuen Fokus und richtete sich so vermehrt an Ärzte, den Spitalbereich und an die Pflege im Spital sowie in Alters- und Pflegeheimen. Die Fachzeitschrift wurde in verschiedene Fachthemen gegliedert und 2016 eine neue Verlagsvertretung verpflichtet. 2017 wurde das Fachmagazin mit dem  Online-Bereich und einem monatlichen Newsletter (Erreichbarkeit ca. 15'000 Leser) ergänzt. Im Januar 2018 wurde das Layout des Magazins modernisiert und das Fachmagazin erscheint seitdem unter dem Logo a|s|p. Im Januar 2023 wurde das Erscheinen des Magazins aus wirtschaftlichen Gründen eingestellt.

## Inhalte
In den Anfängen von arzt spital pflege gehörten zum Inhalt vor allem Fachartikel von Herstellern und Informationen zu Anwendungen und Inserate. Zwischenzeitlich hat sich das Fachmagazin zu einer Informationsplattform mit Schwergewicht auf der fachlichen Relevanz in den Bereichen Medizin, Gesundheitspolitik, Pflege, Arzt, Spital, Gastronomie in Institutionen, Ernährung, Bauen im Gesundheitswesen, eHealth und Facility Management entwickelt.
Viele Beiträge, die in der Printausgabe erscheinen, können online gelesen werden. Die Online-Plattform wird ausserdem fast täglich mit neuen Beiträgen ergänzt und monatlich die wichtigsten Informationen per Newsletter versandt. Weitere Rubriken sind Interviews mit Persönlichkeiten aus dem Umfeld des Gesundheitswesens, Weiterbildungsangebote und  Jobangebote.